# Orthez

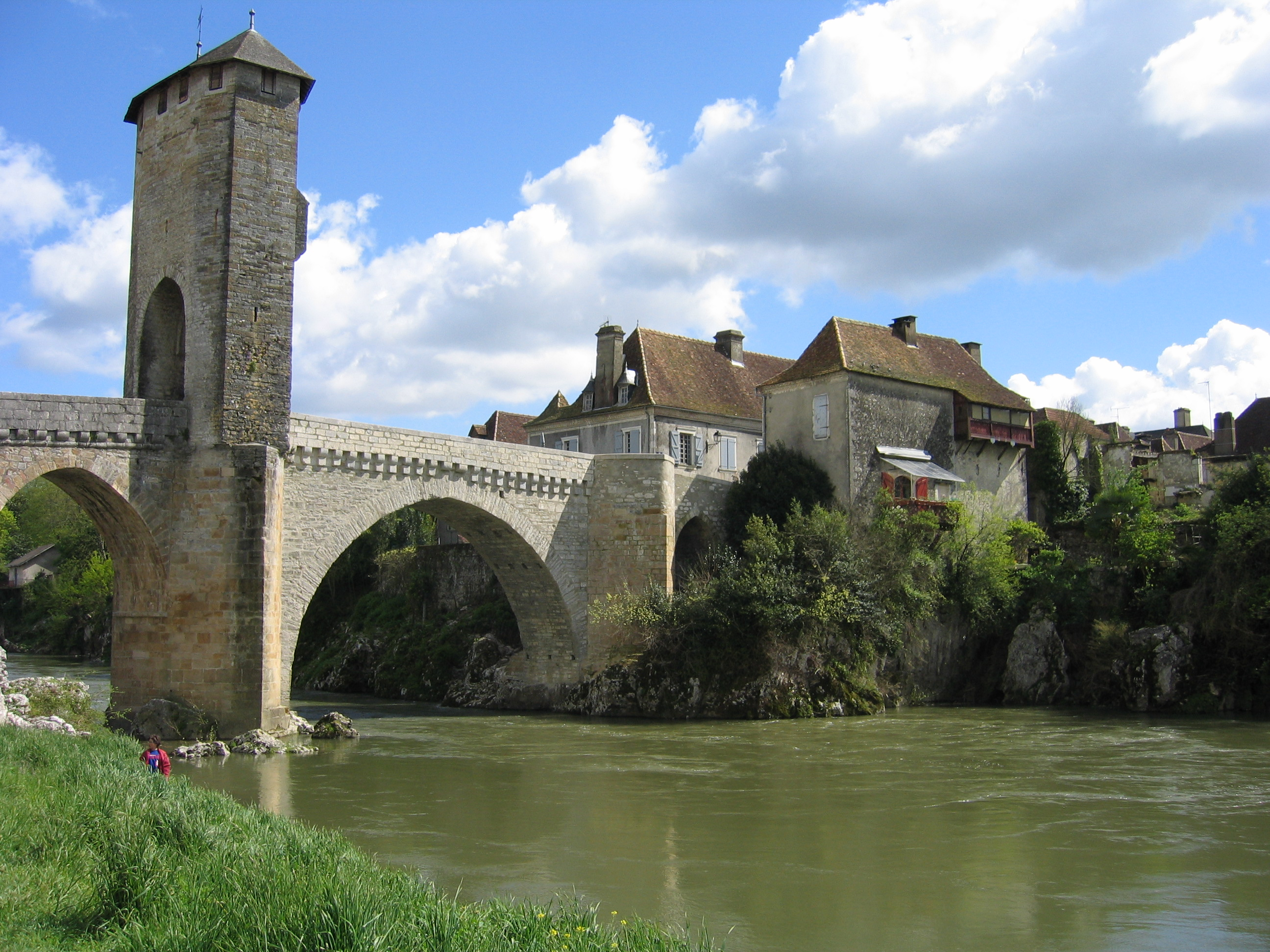
Most w Orthez

Orthez (wym. [ɔɾte]) – miejscowość i gmina we Francji, w regionie Nowa Akwitania, w departamencie Pireneje Atlantyckie.
Według danych na rok 1990 gminę zamieszkiwało 10 159 osób, a gęstość zaludnienia wynosiła 222 osób/km² (wśród 2290 gmin Akwitanii Orthez plasuje się na 36. miejscu pod względem liczby ludności, natomiast pod względem powierzchni na miejscu 143.).